# Смит, Брендон (пловец)
Брендон Смит (англ. Brendon Smith; род. 4 июля 2000, Мельбурн) — австралийский пловец. Бронзовый призёр Олимпийских игр 2020 в Токио, призёр летней Универсиады 2019 года.

## Карьера
Смит тренируется в плавательном клубе Nunawading в Восточном пригороде Мельбурна. В 2018 году SwimSwam назвал его одним из «20 австралийцев в возрасте до 20 лет, за которыми вам нужно следить».
Он принял участие в юниорском Пантихоокеанском чемпионате по плаванию на дистанциях 200 м, 400 м и 800 м вольным стилем. На дистанции 400 метров завоевал серебряную медаль.
Он участвовал в летней Универсиаде 2019 года в Неаполе, где стал бронзовым призёром в составе эстафетной четвёрки на дистанции 4 по 200 метров.
На Олимпийских играх в 2020 году в Токио, которые состоялись летом 2021 года, он завоевал бронзовую медаль Игр на дистанции 400 метров комплексным плаванием.
Брендон Смит прошёл обучение в Университете Ла-Троб, получил степень бакалавра бизнеса в области бухгалтерского учета и финансов.